# Labirinto di Cnosso

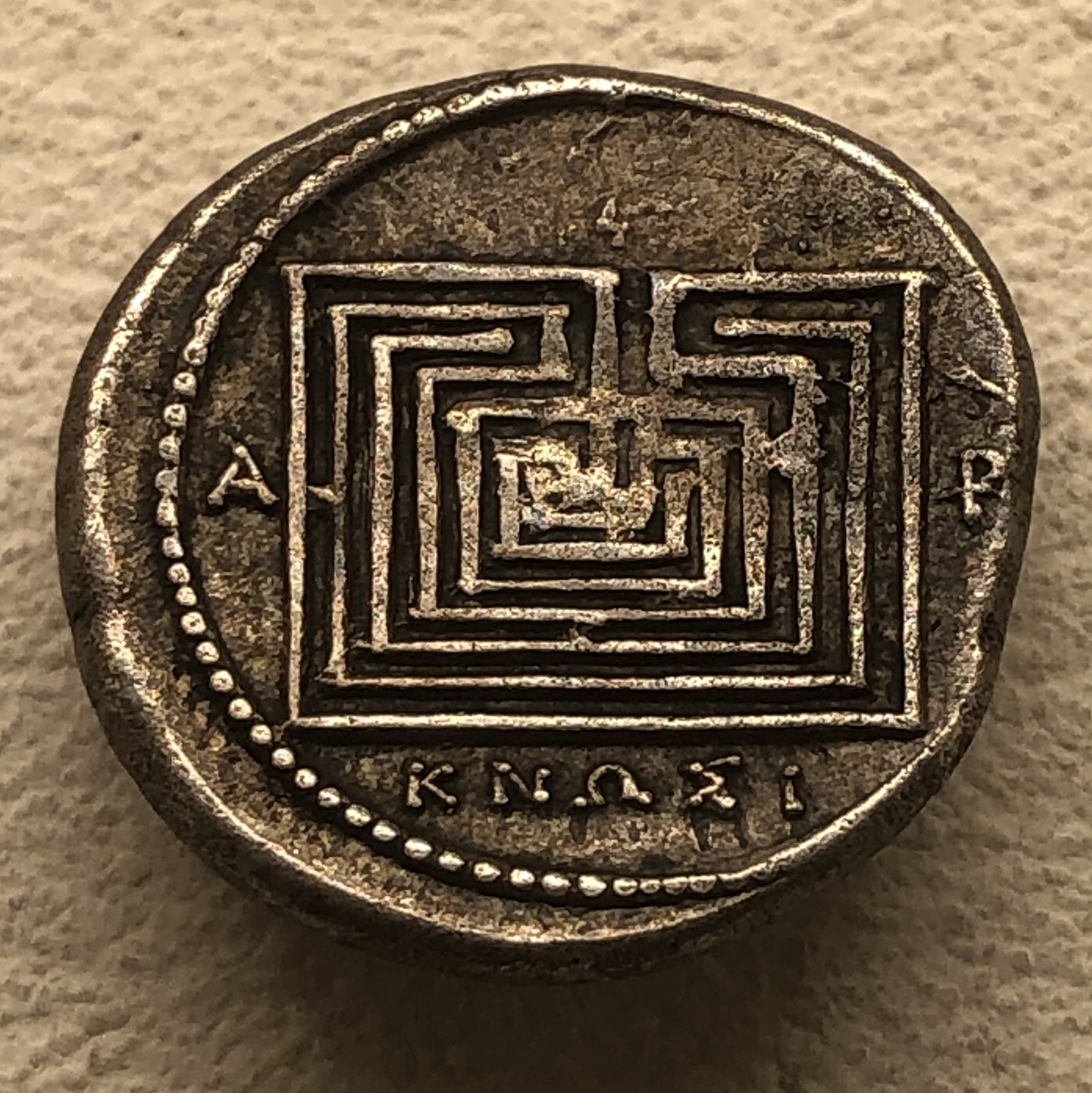
Statere di argento di Cnosso con il labirinto (ca. 300 a.C.)

Il Labirinto di Cnosso è un leggendario labirinto che secondo la mitologia greca sorgeva sull'isola di Creta.

## Mito

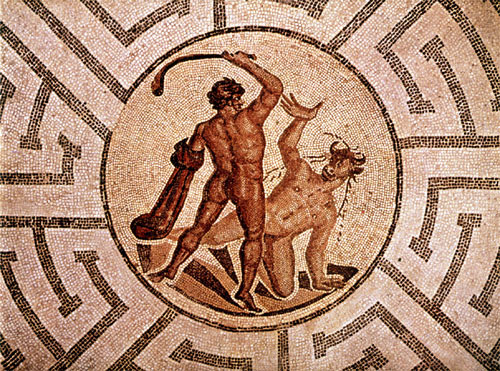
Mosaico romano con Teseo e il Minotauro nel labirinto (Rezia, II-III secolo)

Secondo il mito greco, il re di Creta Minosse commissionò al geniale Dedalo la costruzione del labirinto per farvi rinchiudere il mostruoso Minotauro, nato dall'unione tra sua moglie Pasifae e un toro. Il mostro era saziato con un tributo annuale di sette fanciulli e sette fanciulle che Minosse aveva imposto ad Atene dopo che gli ateniesi avevano assassinato suo figlio Androgeo.
Al terzo anno, il principe ateniese Teseo si recò da Minosse, ufficialmente come parte del tributo, ma in realtà per uccidere il mostro: ebbe l'aiuto della figlia di Minosse, Arianna, innamoratasi di lui. Entrato nel labirinto e ucciso il Minotauro, Teseo riuscì a uscirne grazie al filo che Arianna gli aveva dato e che lui aveva lasciato scorrere lungo il percorso, seguendolo quindi a ritroso.
Dopo la fuga di Teseo e Arianna, Minosse decretò che nel labirinto fosse rinchiuso Dedalo assieme al figlio Icaro; i due riuscirono a fuggire fabbricandosi delle ali di cera con cui si alzarono in volo. Icaro, non prestando ascolto al padre, volò troppo vicino al sole, il cui calore sciolse la cera facendolo così precipitare in mare.

## Realtà storica

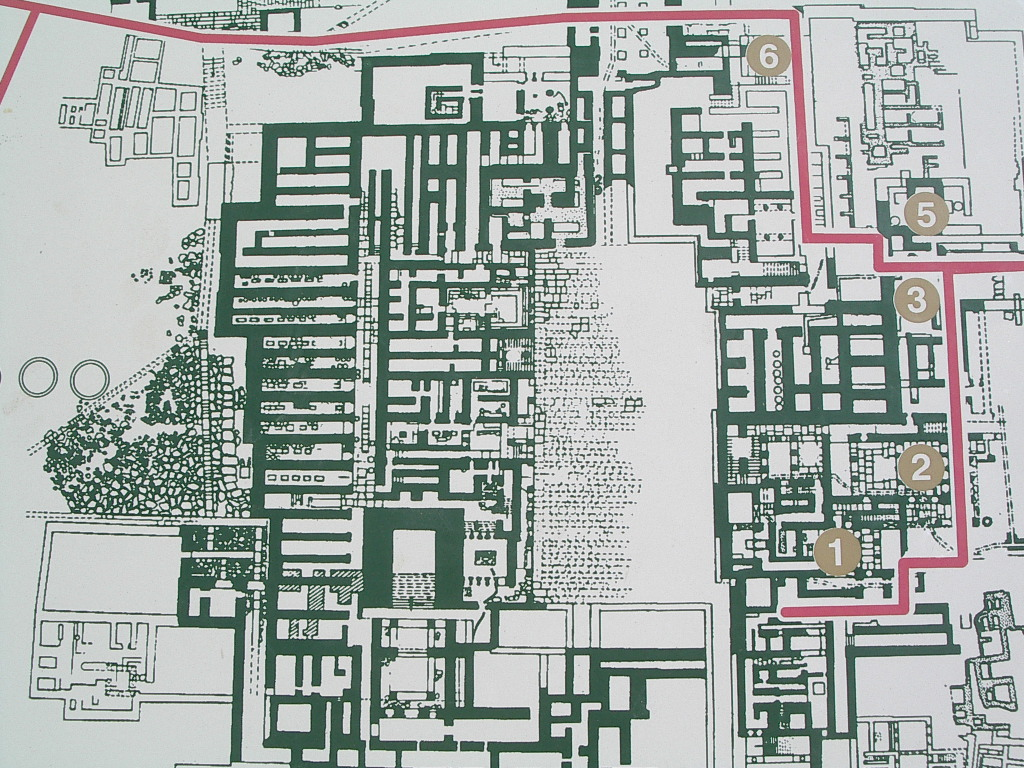
Pianta del palazzo di Cnosso

A seguito della riscoperta delle vestigia della civiltà minoica, sviluppatasi a Creta nel corso dell'età del bronzo, gli archeologi e gli studiosi generalmente ritengono che il mito del labirinto possa essere stato influenzato dall'intricata struttura dei palazzi minoici, in particolare il Palazzo di Cnosso.